# ديفيد فيلجات (تنس)
ديفيد فيلجات (بالإنجليزية: David Felgate)‏ مواليد 19 مارس 1964 في إسكس، هو لاعب كرة مضرب بريطاني سابق بدأ مسيرته كمحترف سنة 1983 وكان يلعب باليد اليمنى، اعتزل اللعب في 1989. أعلى تصنيف له في الفردي كان المركز الـ 301 في سنة 1988. أعلى تصنيف له في الزوجي كان المركز الـ 83 في سنة 1986.

## النهائيات

### الزوجي: (4)
| الرقم | السنة | الدورة                   | الأرضية | الشريك     | المنافس في النهائي                 | النتيجة في النهائي |
| ----- | ----- | ------------------------ | ------- | ---------- | ---------------------------------- | ------------------ |
| 1.    | 1986  | نيروبي، كينيا            | ترابية  | نيك فالوود | مارسيل فريمان جاك مانست            | 6–2, 7–6           |
| 2.    | 1986  | لشبونة، البرتغال         | ترابية  | بروس درلين | أليساندرو دي مينيسيس ماركو أوستوجا | 5–7, 6–3, 6–4      |
| 3.    | 1987  | بلومفونتين، جنوب أفريقيا | صلبة    | نيك فالوود | مايك باور بيتر بالاندجيان          | 6–1, 3–6, 6–4      |
| 4.    | 1988  | ماديرا، البرتغال         | صلبة    | نيك فالوود | جون ليفين نداكا أوديزور            | 7–5, 7–5           |

## روابط خارجية
- ديفيد فيلجات على موقع رابطة محترفي التنس (الإنجليزية)
- ديفيد فيلجات على موقع الاتحاد الدولي لكرة المضرب (الإنجليزية)
- ديفيد فيلجات على موقع خلاصة التنس.كوم (الإنجليزية)